# Departamento de Ica
Ica es uno de los veinticuatro departamentos que, junto con la Provincia Constitucional del Callao, conforman la República del Perú. Su capital y ciudad más poblada es la homónima Ica. Ubicado en el occidente central del país, colinda al oeste con el océano Pacífico y limita con los departamentos de Lima al norte, Huancavelica y Ayacucho al este y Arequipa al sureste. 
Su territorio es casi por completo parte del desierto costero del Perú y conforma el llamado Gran Tablazo de Ica. En sus valles costeros se desarrollaron avanzadas culturas del Antiguo Perú como Paracas, Nazca y Chincha.  Destaca por su amplia producción vitivinícola y agroexportadora.
Con 21 327 km² es el sexto departamento menos extenso —por delante de Apurímac, Tacna, Moquegua, Lambayeque y Tumbes— y con 33,4 hab./km² es el séptimo más densamente poblado —por detrás de Lima, Lambayeque, La Libertad, Piura, Tumbes y Cajamarca—. Fue creado el 30 de enero de 1866.

## Historia
Los vestigios sugieren que hace aproximadamente 7000 a. C., en Santo Domingo de Paracas, hubo asentamientos humanos de cazadores, recolectores, horticultores y pescadores (periodo arcaico temprano). Otro asentamiento, del período arcaico tardío, fue ubicado en Cabeza Larga, con restos óseos humanos del 3000 a. C.
Las civilizaciones Nazca y Paracas se desarrollaron en Ica. Los paracas practicaron la trepanación craneana a personas vivas, con cuchillos de obsidiana. Alcanzaron un extraordinario desarrollo en el área textil: emplearon cerca de 200 matices de colores y hasta 22 tintes en una sola prenda. Por su parte, los nascas destacaron por sus conocimientos de ingeniería hidráulica, construyendo acueductos y canales subterráneos reforzados con paredes interiores de piedra y techos de huarango. Además, sobresalieron por sus extraordinarios cerámicos polícromos. Posterior a las dos anteriores y en la zona norte de la región floreció la cultura Chincha; se caracterizó esta cultura por ser grandes navegantes y comerciantes; parece ser que mantuvieron "excelentes relaciones" con los Incas, luego de su conquista en tiempos del Sapa Inca Pachacútec. Su curaca en los tiempos de Atahualpa, fue asesinado en Cajamarca, durante la captura del Inca.
En el siglo XV, Pachacútec anexó toda la zona al Tahuantinsuyo. En la época del Imperio inca y bajo la dominación del Sapa Inca Pachacútec, esta región abastece productos agrícolas al Cusco.

### Conquista y virreinato

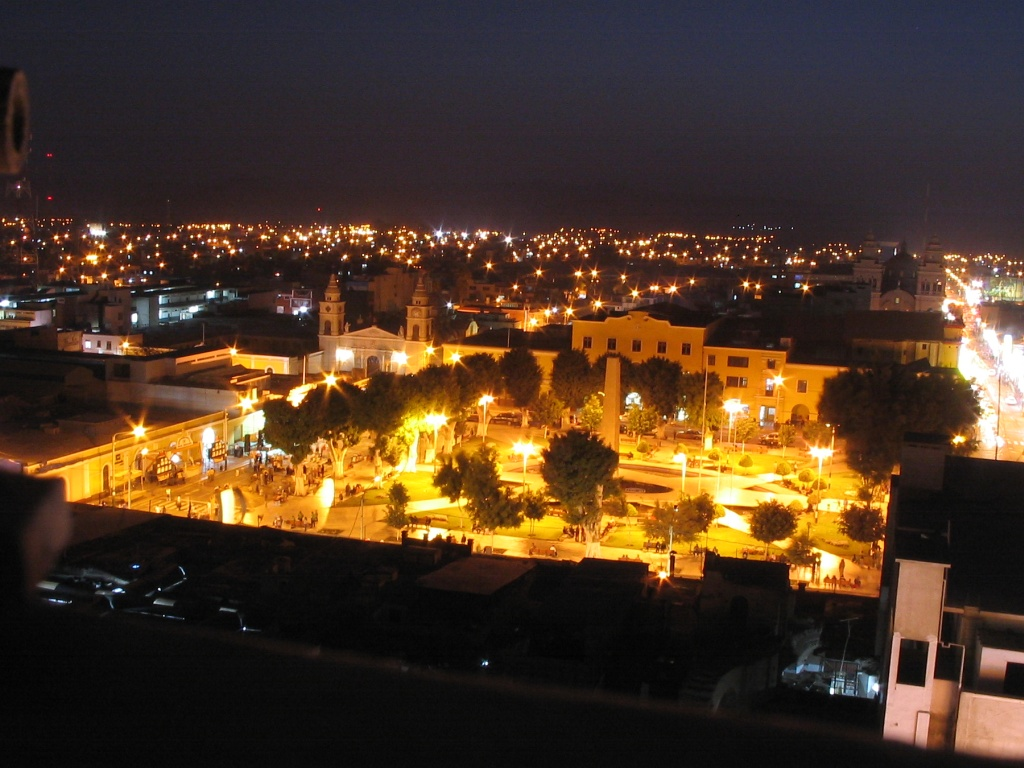
Plaza de Armas de Ica, zona más antigua de la capital del departamento.

En 1534 Nicolás de Rivera, uno de los Trece de la Fama y que era un hombre de confianza de Francisco Pizarro, estuvo buscando un lugar adecuado, en tierras iqueñas, para la ciudad capital de la conquista. Escogió la zona de Pisco, donde fundó la Villa de Sangallán; Pizarro desestimó la decisión de Rivera y prefirió el valle del Rímac.
Rivera tuvo que afrontar las rebeliones indígenas dirigidas por los caciques de Ica, Chincha, Pisco y Nazca, a los que logró reducir y pacificar.
El encomendero hizo construir en sus dominios solares, rancherías, hospital para indios y una iglesia, primer precedente del actual templo del Señor de Luren.
El 17 de junio de 1563, el capitán español Jerónimo Luis de Cabrera, fundó la Villa de Valverde del valle de Ica. Luego, a causa de varios sismos y por encargo del virrey Conde de Nieva, la ciudad se trasladó al lugar que hoy ocupa.
Es en esta región que se desarrolló notablemente en los primeros años del Virreinato del Perú la industria vitivinícola, especialmente aquella del pisco. Las primeras cepas de vid fueron traídas al Perú en el siglo XVI, desde las Islas Canarias, por Francisco de Caravantes. Al iniciarse el siglo XVIII, las vides iqueñas rendían al año 40 mil botijas de vino y 30 mil de aguardiente de pisco.
En 1786 el Perú quedó dividido en Intendencias y se suprimió el Corregimiento de Ica, pasando a formar parte de la Intendencia de Lima, en aquella época el personaje iqueño más notable era el Marqués de Torre Hermosa.

### Independencia y República

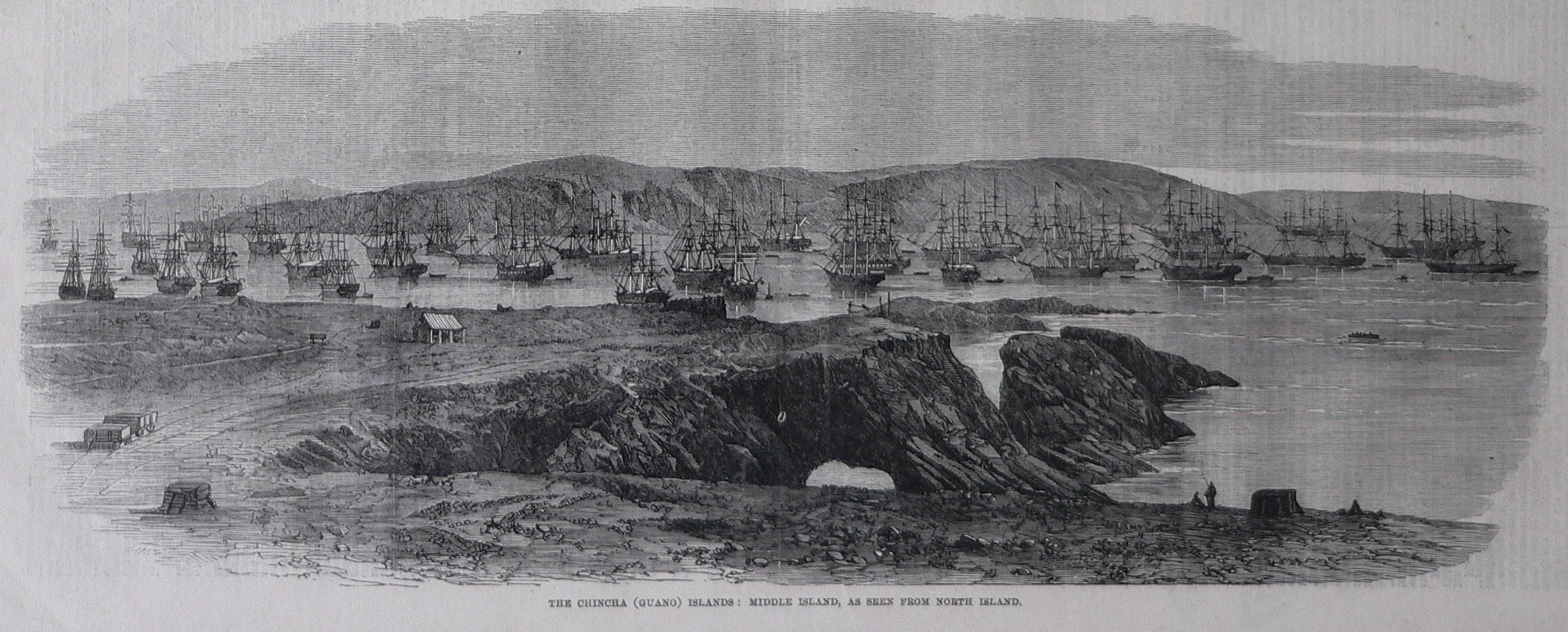
Islas guaneras en Chincha, Perú. 21.2.1863.

Cerca de tres siglos transcurrieron bajo el dominio español hasta el inicio de los primeros movimientos emancipadores. La bahía de Paracas fue el lugar elegido por el general José de San Martín y Matorras para el desembarco de su expedición, hecho que marcó el inicio de la liberación del Perú.
San Martín partió de Valparaíso (Chile), el 20 de agosto de 1820, al frente de 11 naves de guerra y 15 transportes, conduciendo más de 4 mil efectivos de nacionalidad argentina, peruana y chilena, adecuadamente uniformados y apertrechados.
El general desembarcó en Paracas el 8 de septiembre de 1820. Estableció su cuartel general en Pisco, desde donde llamó a los peruanos a sumarse a la causa de la independencia. Luego, dividió sus fuerzas para avanzar hasta Chincha y Nazca; lugar donde se libró una batalla el 14 de octubre. 250 hombres del ejército de San Martín toman la entonces Villa de Nazca comandados por el Teniente coronel Manuel Rojas Argerich venciendo a los realistas comandados por el coronel Manuel Quimper. Nazca juró la independencia el 16 de octubre. La independencia de Ica fue proclamada en la ciudad del mismo nombre por el general Juan Antonio Álvarez de Arenales el 20 de octubre de 1820.
Con la posterior demarcación política republicana, Ica permaneció dentro de la jurisdicción política y administrativa de Lima. Al transcurrir el tiempo, Ica adquiere importancia agrícola, y en 1855 el presidente Ramón Castilla consideró que había crecido lo suficiente para separarla, expidiendo el decreto del 25 de junio que creaba la provincia Litoral de Ica.
El 30 de enero de 1866, el coronel EP Mariano Ignacio Prado, en su condición de Jefe Supremo Provisorio de la República, crea el Departamento de Ica. Durante su gobierno se declaró la guerra a España, sufriendo Ica la captura temporal de las islas Chincha, ricas en guano.

### Guerra con Chile
Durante la guerra del Pacífico, Pisco fue el escenario del desembarco de una de las tres divisiones que acompañaron al general chileno Manuel Baquedano para el cerco y captura de Lima. Las poblaciones iqueñas ofrecieron resistencia a los invasores sin mucha fortuna, y prestó su colaboración a las fuerzas patriotas bajo el mando del Coronel Sevilla, quienes intentaron sorprender a la vanguardia de las tropas de Baquedano, el 27 de diciembre de 1880, en las cercanías de Lurín.

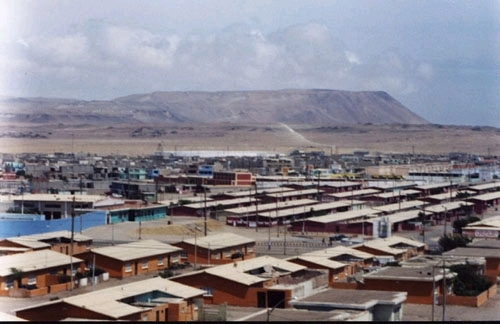
Pueblo minero de Marcona.

## Geografía

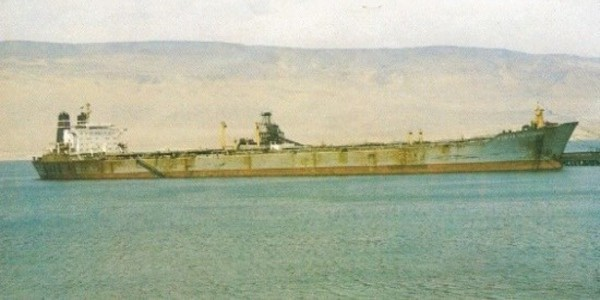
Bahía y puerto de San Nicolás en Marcona.

- Hidrografía: río San Juan (Chincha), Pisco, Ica y río Grande (Palpa y Nazca).
- Bahías: Bahía de Paracas, Bahía de Pisco, Bahía de San Fernando, Bahía de la Independencia, Bahía de San Juan, Bahía de San Nicolás, Bahía de Lagunillas.
- Abras: Yana Caccha (4.400 m s. n. m.), Rumi Cruz (4.200 m s. n. m.), ambas en provincia de Chincha, Quishuar (3.600 m s. n. m.), Pan de Azúcar (3.100 m s. n. m.) y Molletambo (1.900 m s. n. m.).
- Islas: Isla San Gallán (9,32 km²), islas Ballestas norte, centro y sur, isla Independencia (La Vieja), islas Chincha norte, centro y sur, islas Tres Marías, isla Santa Rosa, isla Blanca, isla Zárate, isla N (ensenada San Fernando), isla del Infiernillo, isla "O", isla "P" (Punta Olleros).
- Lagunas: Laguna Grande y Laguna Flamenco, en la provincia de Pisco y Huacachina, en la provincia de Ica.
- Humedales: humedales de Pisco, humedales de las pampas de Ocas, humedales de Agua Santa y humedales de Casalla en la provincia de Pisco.
- Puertos marítimos: General San Martín en Paracas y San Nicolás en San Juan de Marcona.

### Áreas naturales protegidas
- Reserva Nacional de Paracas
- Reserva Nacional San Fernando
- Reserva Nacional del Sistema de Islas, Islotes y Puntas Guaneras

### Ubicación
Es un departamento eminentemente costeño, aunque tiene parte de la Cordillera de los Andes. Limita por el norte con el Lima, por el sur con el Departamento de Arequipa; al este con los departamentos de Huancavelica y Ayacucho; al oeste con el océano Pacífico. Por su ubicación estratégica es una puerta de salida hacia la costa de la producción de los departamentos de Ayacucho, Cusco y Huancavelica.
- Superficie: 21.327,83 km²
- Latitud sur: 12º57´42"
- Longitud oeste: entre los meridianos 75º36´43" y 76º23´48"
- Densidad demográfica: 33,4 habitantes/km²
- Población:

- Total: 836.586 habitantes (*)

- Hombres: 415.806 = 49,64% (*)
- Mujeres: 420.780 = 50,36% (*)

- Capital del Departamento: Ica
- Altitud de la capital: 406 m s. n. m.
- Número de provincias: 5
- Número de distritos: 43
- Clima: mayormente cálido y seco durante el día. Una temperatura anual promedio de 22 °C

(*) X Censo de Población y V de Vivienda, 2007-Instituto Nacional de Informática y Estadística del Perú (INEI-Perú, 2007).

### Clima

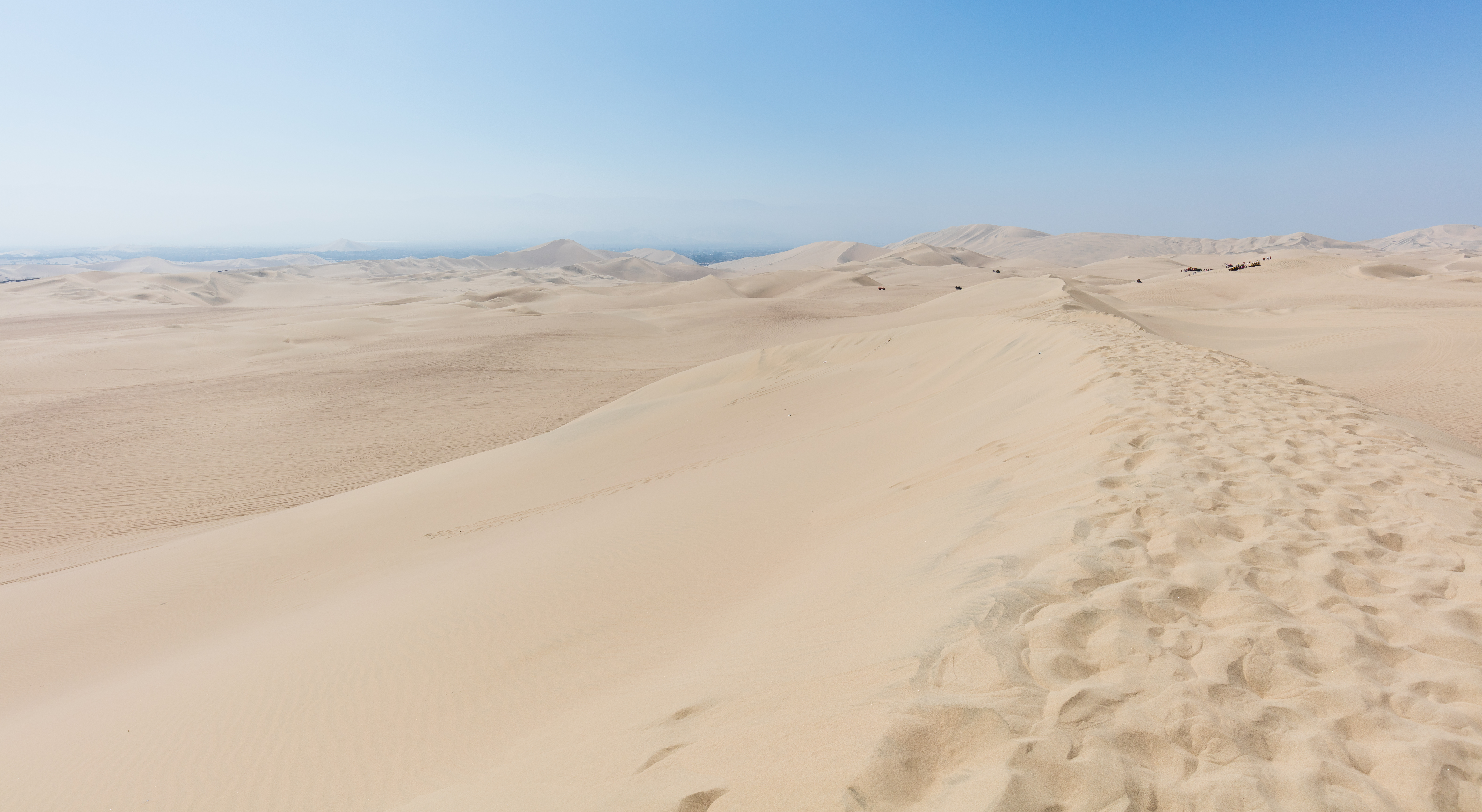
Dunas de Ica.

La ciudad de Ica posee un clima cálido desértico de tipo subtropical seco, con una temperatura media de alrededor de 22 °C. A diferencia de la costa central como las de (Áncash y Lima), el clima iqueño es seco y soleado aún durante los meses de invierno, aunque se advierte que las noches invernales son más frías y puede bajar a 7 u 8 °C. Los veranos son más cálidos y secos que la costa central del Perú y puede llegar cerca de los 40 C° bajo sombra, sobre todo en la ciudad de Ica que está ubicada tierra adentro. La presencia de vientos paracas o vientos fuertes, es muy común durante los meses de verano.

## Transporte

### Carreteras
El departamento de Ica está estratégicamente ubicado respecto a la infraestructura vial.
La carretera Panamericana Sur cruza las 5 provincias que la conforman; igualmente, por la provincia de Nasca pasa el Corredor Interoceánico Perú - Brasil llegando hasta el puerto de Marcona.
Por la provincia de Pisco se tiene la carretera o vía Los Libertadores, que conecta al departamento directamente con la sierra central y sur central del Perú.

### Aeropuertos
Además posee infraestructura aérea importante como el futuro aeropuerto internacional de Pisco y los aeródromos de Ica y Nasca María Reiche Neumann
- Aeropuerto Internacional en Pisco
- Aeródromo: en Ica
- Pista de aterrizaje: en Palpa
- Aeródromo: en Nazca
- Pista de aterrizaje: en Marcona

### Puertos
A nivel de puertos cuenta con el Terminal Portuario General San Martín, el cual viene siendo objeto de un proceso de modernización que potenciará las oportunidades comerciales de la región.
También cuenta con los puertos de San Nicolás, San Juan en Marcona y la caleta de Tambo de Mora en Chincha.

## Religión
Ica es reconocida por su gran fe Religiosa católica, que desde épocas de la conquista ha mantenido ciertas costumbres y tradiciones como sus procesiones y peregrinaciones.
La fiesta religiosa de mayor importancia es sin duda la del patrón de la región, la venerada imagen del Señor de Luren de Ica que es celebrada durante todo el mes de octubre y durante la Semana Santa y que es considerada Patrimonio cultural de la nación por el Congreso de la República y el Ministerio de Cultura.
Ica cuenta con dos templos elevados a la categoría de Santuarios:
El Santuario del Señor de Luren de Ica y el Santuario Mariano Diocesano de Nuestra Señora del Rosario de Yauca, ambos ubicados en la capital del departamento.
Ambas son las fiestas religiosas más grandes del departamento y se caracterizan por sus procesiones multitudinarias, sus novenarios y peregrinaciones.
En el departamento de Ica también han florecido frutos de santidad, personas que por sus virtudes y obras se han destacado  y que actualmente se encuentran en procesos de canonización seguidos de cerca por las autoridades eclesiales, en la provincia de Chincha está la Sierva de Dios Melchorita Saravia siendo su casa un lugar de frecuentes peregrinaciones, en Pisco se encuentra la Sierva de Dios Luisa de La Torre mayormente conocida como la Beatita de Humay y en Ica se encuentra Fray Ramón Rojas conocido como el Padre Guatemala que ganó popularidad en el valle de Ica por sus mortificaciones y milagros que realizaba delante de todo el pueblo. 
Otras festividades resaltantes en el departamento de Ica son las de:
- La Virgen del Tránsito protectora de la ciudad de Ica

- Pisco tiene al Señor de la Agonía

- Chincha tiene al "Señor crucificado"
- Palpa a Nuestra Señora de la Asunción
- Nazca a Nuestra Señora de Guadalupe "La Española"

## División administrativa
El departamento de Ica se compone de las siguientes provincias:

| Provincias del departamento de Ica | Provincias del departamento de Ica | Provincias del departamento de Ica | Provincias del departamento de Ica | Provincias del departamento de Ica | Provincias del departamento de Ica | Provincias del departamento de Ica |
| Ubigeo                             | Provincia                          | Capital                            | Superficie km²                     | Distritos                          | Población 2016                     | Densidad hab/km²                   |
| ---------------------------------- | ---------------------------------- | ---------------------------------- | ---------------------------------- | ---------------------------------- | ---------------------------------- | ---------------------------------- |
| 1101                               | Ica                                | Ica                                | 7 894,25                           | 14                                 | 366 751                            | 40,71                              |
| 1102                               | Chincha                            | Chincha Alta                       | 2 988,27                           | 11                                 | 220 019                            | 65,05                              |
| 1103                               | Nasca                              | Nasca                              | 5 234,24                           | 5                                  | 59 034                             | 10,99                              |
| 1104                               | Palpa                              | Palpa                              | 1 232,88                           | 5                                  | 12 247                             | 10,44                              |
| 1105                               | Pisco                              | Pisco                              | 3 957,19                           | 9                                  | 136 868                            | 34,59                              |

## Autoridades

### Regionales
Como todos los departamentos del Perú y la Provincia Constitucional del Callao, el Departamento de Ica conforma posee un Gobierno Regional propio.
- 2019 - 2022[4]
  - Gobernador Regional: Javier Gallegos Barrientos, del Movimiento Regional Obras por la Modernidad.
  - Vicegobernador Regional: Johny Olivares Landeo, del Movimiento Regional Obras por la Modernidad.
  - Consejeros:

  1. Ica:
    - César Martín Magallanes Dagnino (Fuerza Popular)
    - Edgard Núñez Cárcamo (Movimiento Regional Obras por la Modernidad)
    - Leslie Marielly Felices Vizarreta (Avanza País - Partido de Integración Social)

  2. Chincha:
    - Boris Díaz Huamaní (Unidos por la Región)
    - Miguel Eduardo Esquirva Tori (Movimiento Regional Obras por la Modernidad)

  3. Nasca: Jorge Luis Navarro Oropeza (Movimiento Regional Obras por la Modernidad)
  4. Pisco:
    - Cleto Marcelino Rojas Paucar (Movimiento Regional Obras por la Modernidad)
    - Josué Cama Cordero (Avanza País - Partido de Integración Social)

  5. Palpa: Edith Nancy Guillén Canales (Movimiento Regional Obras por la Modernidad)

### Religiosas
- Obispo de Ica: Monseñor Héctor Eduardo Vera Colona.[5]

## Economía
La agricultura es su principal actividad, en especial el algodón, menestras (garbanzos, pallares y frijol) y vid, base de la industria vitivinícola de la zona, de donde es oriundo el pisco del Perú, aguardiente de uva peruano. Actualmente se viene desarrollando el cultivo de espárragos y pecanas para exportación. El aporte generado por los cultivos de espárrago en Ica han llevado al Perú a convertirse en el primer exportador mundial de este producto (FAOSTAT, 2006). Marcona (Nazca), es la única mina de hierro del país y sus yacimientos son los más importantes de la costa del Pacífico. Existe una buena siderúrgica en la provincia de Pisco. En Paracas, funcionan ocho fábricas de harina de pescado.
El desarrollo del departamento de Ica se basa en cuatro sectores: la agricultura, la minería, la pesquería y el turismo, sectores de vital importancia que generan divisas en la región y al país que el gobierno regional potencia a través de la Agencia de Fomento de la Inversión Privada.

### Agricultura
Ica representa un gran potencial exportador; posee el 65% de la agroexportación del Perú. En la actualidad se están exportando 58 productos, entre los que destacan: el espárrago, uva de mesa, tangelo, mandarina, alcachofa, cebolla, palta, páprika, entre otros.
Los datos de las tierras cultivadas en el departamento de Ica son :
- Superficie de la región Ica: 2 130 551 ha
- Área aprovechable: 234 454 ha
- Tierras cultivadas: 116 909 ha

En el sector agropecuario, se exporta: lana de vicuña, pavos, pollos, huevos, caballo peruano de paso y caballos de carrera.
Ica, es un departamento privilegiado para este tipo de inversiones, por su calidad de suelo, clima, horas de sol, luminosidad, recursos hídricos; también cuenta con puertos y aeropuertos y además de su cercanía a la capital del Perú.

### Agroindustria
El departamento de Ica tiene un clima propicio para el cultivo de uva, tanto así que la zona geográfica es la más importante en el país, no solo para la vitivinicultura de cepas finas para elaboración de la bebida nacional “pisco”, con cepas como la Quebranta, Italia, Torontel y Negra Mollar entre otras, sino también para cepas finas en la elaboración de vinos de “alta gama” como la Tempranillo, Malbec, Cabernet Sauvignon, Tannat, Petit Verdot, entre otras, que son destinadas al consumo nacional y también externo, mediante su exportación.

### Minería

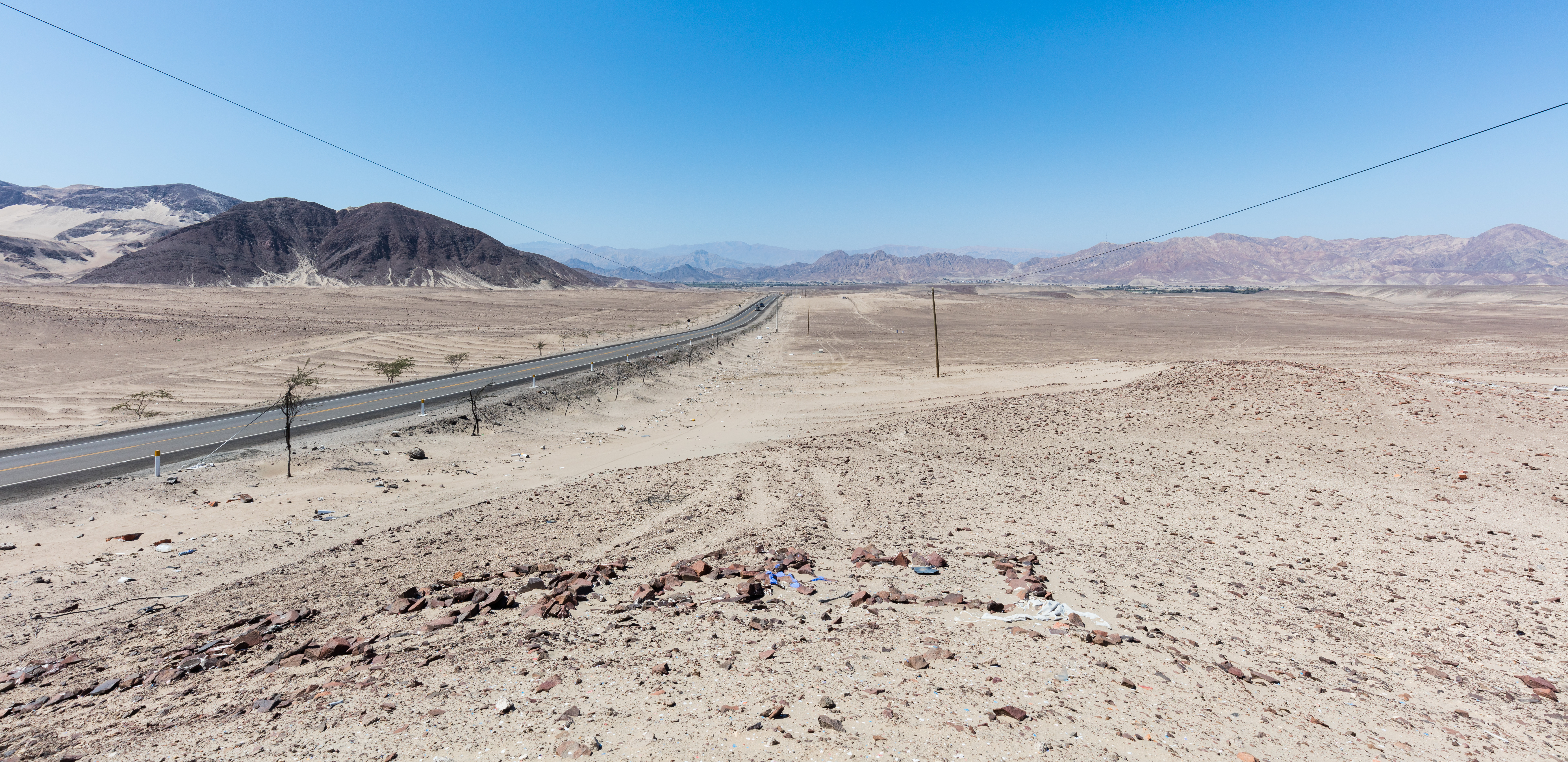
Paisaje cerca de la ciudad de Ica.

El sector minero se encuentra representado por el hierro de Marcona. En el año 2004, la producción de hierro ha sido de 4.247.174 toneladas.s
El territorio Iqueño posee grandes yacimientos de oro, plata, cobre, sulfato de cobre, cobalto, entre otros minerales, que no pueden ser explotados por falta de inversión. Estas reservas minerales son explotadas de manera informal, principalmente en las provincias de Nasca y Palpa y en los últimos cinco años han ocasionado un incremento de la población en las mismas debido a la migración desde departamentos cercanos. Este auge de la minería informal también han incrementado la frecuencia de problemas medioambientales en las mencionadas provincias.
El departamento de Ica, en la actualidad, gracias al gas de Camisea, es una zona con un alto nivel energético y además en el litoral de Pisco y Chincha, se están haciendo exploraciones sísmicas, para determinar con mayor exactitud la presencia de trampas en el subsuelo donde se encuentra petróleo.

### Pesquería
El Departamento de Ica cuenta con 6 puertos artesanales en: Tambo de Mora en la provincia de Chincha, San Andrés, El Chaco, Lagunilla y Laguna Grande, en la (provincia de Pisco), San Juan de Marcona en la provincia de Nazca, y 2 puertos industriales: puerto General José de San Martín en la provincia de Pisco y puerto de San Nicolás en Marcona, ubicados estratégicamente, teniendo una gran expectativa de desarrollo.

### Exportaciones
Corporación Financiera de Desarrollo (COFIDE)], vienen desarrollando productos financieros estandarizados (PFE), que vienen siendo exportados en cantidad a diversos países de América, Asia, África, Europa y Oceanía. Entre estos productos, destacan:
- Páprika en la provincia de Nazca con 140 ha y un volumen de exportaciones de US$ 1.640.000.
- Páprika en la provincia de Nazca con 50 ha y un volumen de exportaciones de US$ 420.000.
- Páprika en el valle de Villacurí en la provincia de Ica con 90 ha y un volumen de exportaciones de US$ 600.000.
- Espárrago en San Ramón en la provincia de Ica con 80 ha y un volumen de exportaciones de US$ 2.200.000.
- Ají guajillo y ancho en la provincia de Palpa con 40 ha y un volumen de exportaciones de US$ 650.000.

En el año 2008 exportó alrededor de 3.782 mil millones de dólares consolidando su gran potencia exportadora en el país.
Se han incorporado al volumen de exportaciones más áreas sembradas con espárrago (200 ha en la provincia de Ica), palta hass (70 ha en la provincia de Ica), uvas pisqueras (150 ha en la provincia de Ica), uvas de mesa (400 ha en la provincia de Ica), palta hass (240 ha en la provincia de Chincha) y espárrago (200 ha en la provincia de Chincha).
Finalmente, el TLC con los Estados Unidos de América, abrirá nuevos mercados a los productos que ya se vienen exportando e incorporará nuevos productos, lo que motivará un nuevo impulso al desarrollo de esta próspera región del Perú. Asimismo, la carretera transoceánica proyectada conjuntamente entre Perú y Brasil, desarrollará los grandes puertos iqueños: General José de San Martín en la provincia de Pisco y San Nicolás en el distrito de Marcona en la provincia de Nazca, además de desarrollar y generar puestos de trabajo en ambas provincias y a lo largo del desarrollo de la carretera desde la frontera con Brasil.
En noviembre del 2023, desde el Puerto de Paracas se exportaron 3 mil toneladas de uvas, arándanos y cebollas por primera vez en su historia, directamente a Europa y EEUU en naviera Mediterranean Shipping Co y sus buques de 12 mil TEUS (72 mil contenedores de 6 m). Hasta marzo del 2024 unas 100 mil toneladas de productos peruanos saldrán al mundo, convirtiendo a Paracas en puerto nodal del comercio internacional dejando a puertos chilenos a la zaga.https://andina.pe/agencia/noticia-puerto-paracas-salio-primer-envio-frutas-del-servicio-directo-hacia-europa-y-ee-uu-962348.aspx

## Ecología

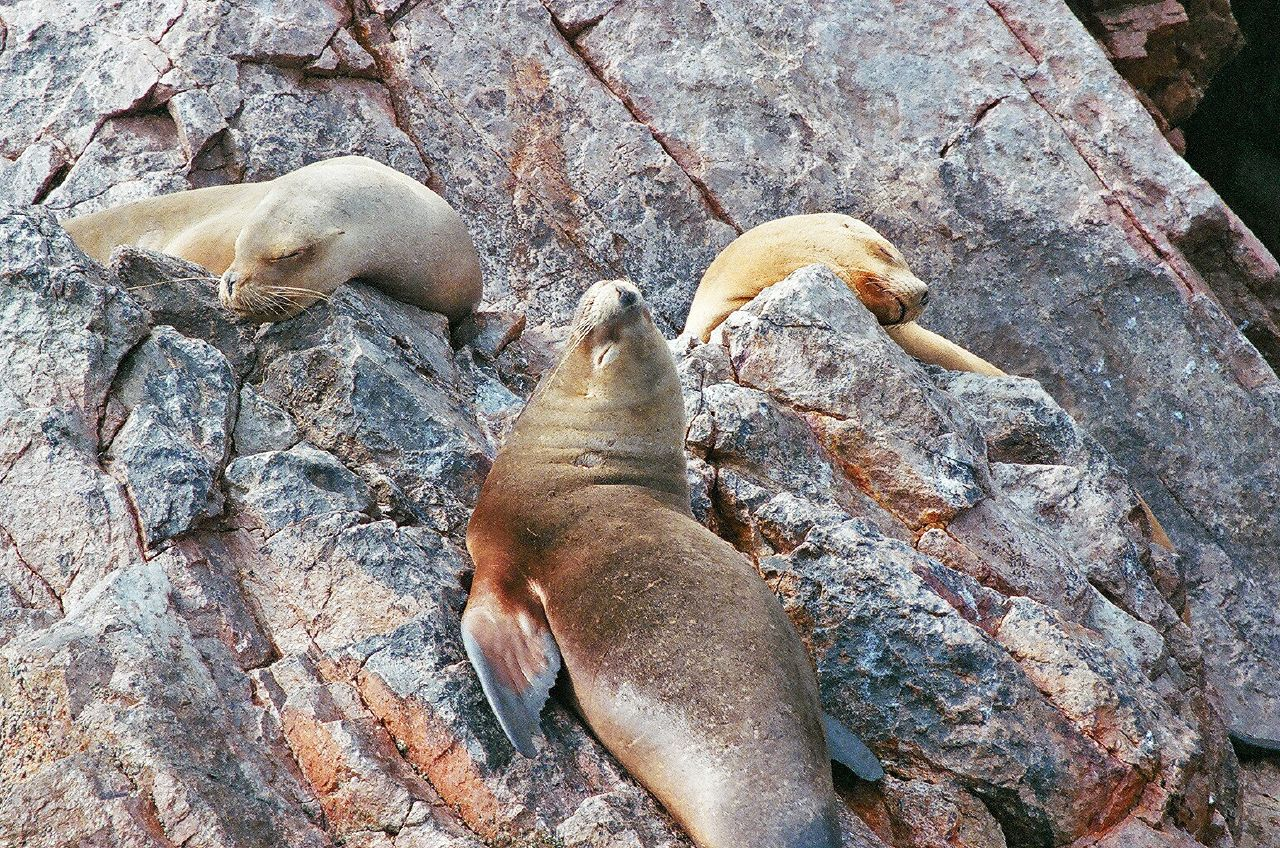
Lobos de mar en las Islas Ballestas.

La Reserva nacional de Paracas constituye unas de las más importantes áreas naturales del Perú, sus más de 335 mil hectáreas (abarca tierra y porción de mar) protegen una gran biodiversidad de especies marinas, como el pingüino de Humboldt, aves guaneras, lobos de mar, flamencos, entre otras especies, que muchas veces son amenazadas por la actitud irresponsable del hombre, poniendo en peligro el ecosistema.
Al sur del departamento de Ica, en Marcona la Reserva de Punta San Juan constituye el hábitat natural de la mayor colonia de pingüinos de Humboldt en el país, así como los lobos chuscos y una diversidad de aves guaneras que convierten a la punta San Juan en un exportador de guano de isla cada 4 años. Al norte de la bahía de San Nicolás se encuentra la ensenada de San Fernando; accesible más rápido por Nazca que por Marcona, debido a las características geográficas de la costa, es un lugar rico en biodiversidad marina donde se puede encontrar al lobo marino, delfines, nutrias marinas y hasta ballenas y cachalotes. Único lugar de la costa peruana hasta donde llega el guanaco y el cóndor andino. Sin embargo, últimamente este santuario natural se ha visto afectado por la contaminación minera y la presencia del hombre que arroja basura y desperdicios al lugar.
Los bosques secos de huarango constituyen otra importante fuente de conservación en la región, ante la tala indiscriminada -sobre todo en las provincias de Ica, Palpa y Nazca-, que han visto mermado sus bosques secos. Una de las reliquias de este árbol típico es la que se encuentra en la Provincia de Palpa, el llamado "huarango milenario", que es una hermosa exposición de este árbol vivo, con tronco añejo que le da un resalte frente al paisaje desértico que lo rodea.

## Turismo
El Departamento de Ica, tiene cinco provincias enumeradas de norte a sur Chincha, Pisco, Ica, Palpa y Nasca, donde existe una diversidad de zonas para el atractivo turístico, sin embargo muchos de ellos no son tan difundidos por la lejanía que representan.
Entre los numerosos atractivos turísticos del departamento, destacan principalmente:
- Ciudad de Chincha
- Hacienda San José en Chincha.
- Ica
- Islas Ballestas
- Laguna de Huacachina
- Líneas y geoglifos de Nazca y de Pampas de Jumana.
- Paracas
- Reserva Nacional de Paracas
- Tambo Colorado
- La palmera de siete cabezas

## Nazca

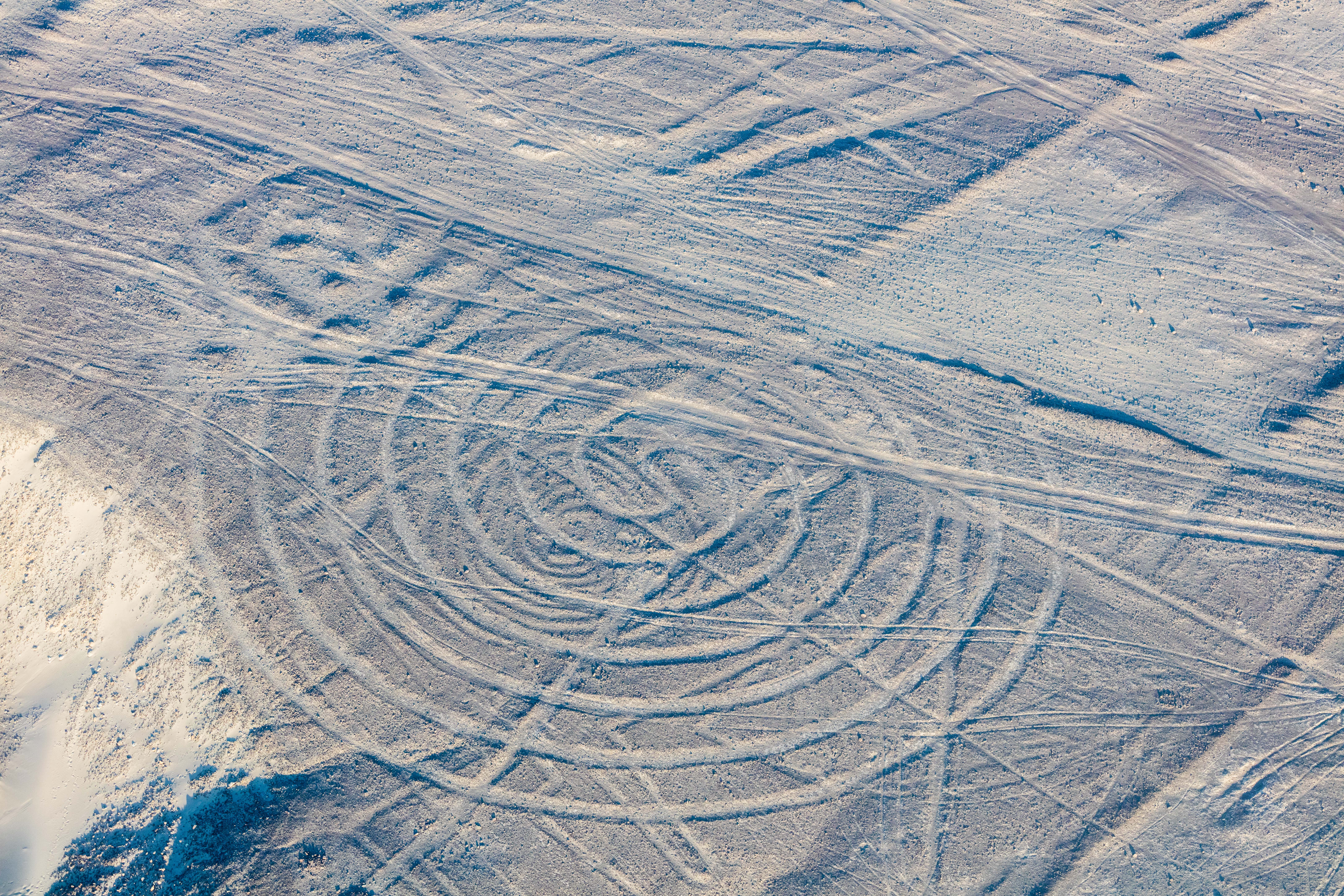
Líneas de Nasca.

Las líneas de Nazca son famosas y únicas en el mundo. Están ubicadas a 123 km al sureste de Ica, y el tiempo de viaje desde Ica a Nasca es aproximadamente dos horas en bus comercial. Sus gigantescos trazos cubren extensas zonas de la pampa de San José, entre Nasca y Palpa. Son líneas trazadas sobre el desierto en épocas remotas. Suben entre lomas y cerros sin perder el trazo recto, pese a los vientos que corren en la zona. Estudiadas por la matemática alemana María Reiche; sus monumentales diseños representan a animales como el colibrí, el mono, el pez, la araña, etc. También hay figuras geométricas y una sorprendente espiral.
Al Sur de Nasca en el Distrito de Marcona, son sus playas las que atraen al turismo, sus formaciones rocosas que se aprecian en el mar reflejando figuras caprichosas debido a la acción erosiva de los vientos y mares como son el elefante, arcopunko, la tortuga, el indio, el delfín, etc. La pesca y caza submarina se practica también en sus aguas.

## Pisco

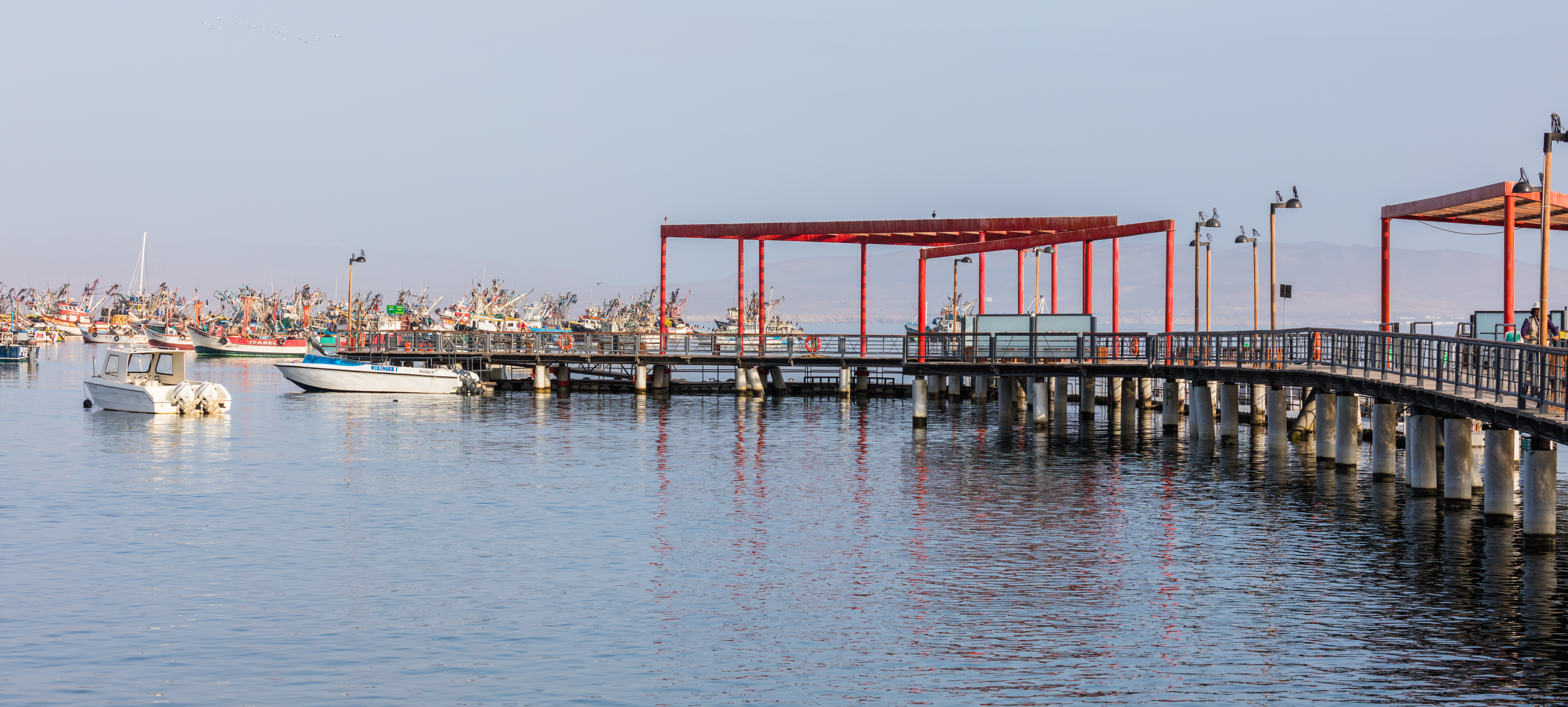
Puerto de Paracas

La Reserva Nacional de Paracas es un lugar de playas especialmente atractivas, localizada en la provincia de Pisco. Visitarla es encontrase con un hábitat poco común y con formaciones rocosas gigantescas como la catedral, una enorme cúpula de piedra natural, tallada por la fuerza eólica, a orillas del mar. Pisco tiene otros atractivos como las fuentes de aguas donde se encuentran las aves que dieron inspiración al General José de San Martín en la época de la Independencia del Perú de alas rojas y pecho blanquecino y camino a la sierra por la carretera Los Libertadores, también hay restos arqueológicos la ciudadela inca de Tambo Colorado. Existe también "el zanjón del diablo", trabajo hecho por Francisco Penagos Mazo en el tiempo del Virreinato para conducir las aguas del río Pisco hacia Caucato. De aquí deriva una leyenda.

## Ica

Oasis de Huacachina, Ica.

La Huacachina, llamado también El oasis de América o Huaca China, es una laguna rodeada de palmeras y escondida entre las dunas, a cinco kilómetros al oeste de la ciudad de Ica, es un oasis en el desierto, en donde se practican deportes de aventura, como el sandboard, paseos en autos por la dunas, existe en Ica también diversos Viñedos vitivinícolas que no son muy visitados por los turistas, entre ellos podemos mencionar las Bodegas de Vista Alegre, La Bodega Tacama, Bodega Sotelo, Bodega Viña Ocucaje (situado en el Distrito de Ocucaje, al sur de la ciudad de Ica) entre otras más, donde pueden hacer recorridos por los viñedos, planta productora y catar los ricos vinos y piscos regionales que son de calidad. También existen las tradicionales tejas, y unos de los atractivos turísticos que no se explota es la Fábrica de Chocotejas Don Juan ubicado a orillas de la carretera que va de Ica, La Tinguiña, San José de los Molinos, dista de unos 5 km del distrito de La Tinguiña (Norte de la Ciudad de Ica). EL Bosque de Piedras, que está entre los distrito de La Tinguiña y Parcona (Este de la ciudad de Ica), que son formaciones de figuras en las piedras debido a la inclemencias a las cuales están expuestas, se aprecia la tortuga, el dinosaurio, entre otras formaciones, que fueron casi destruidas por el SINGE al efectuar la reconstrucción de la ciudad de Ica tras la inundación del año 1997, empleando dinamita para fracturar la roca y utilizarlo en los gaviones como defensa de la ribera del río Ica y del Canal La Achirana. Otros centros turísticos en la ciudad son el Poblado de Cachiche, conocido como pueblo de las Brujas, donde se aprecia la Palmera de las 7 cabezas, una imagen de una bruja tallada y puesta sobre un árbol de huarango. Entre otros lugares atractivos. Como es la zona de Zamaca y La Venta donde existen restos fosilizados de ballenas, almejas gigantes y tiburones, el turista puede encontrar los dientes de los tiburones sobre las formaciones, también por la presencia de los antiguos moradores, en estas zonas se hallan puntas de flechas fabricadas con piedra obsidiana, solo hay que tener paciencia para encontrarlo en tan inmenso desierto .

## Chincha

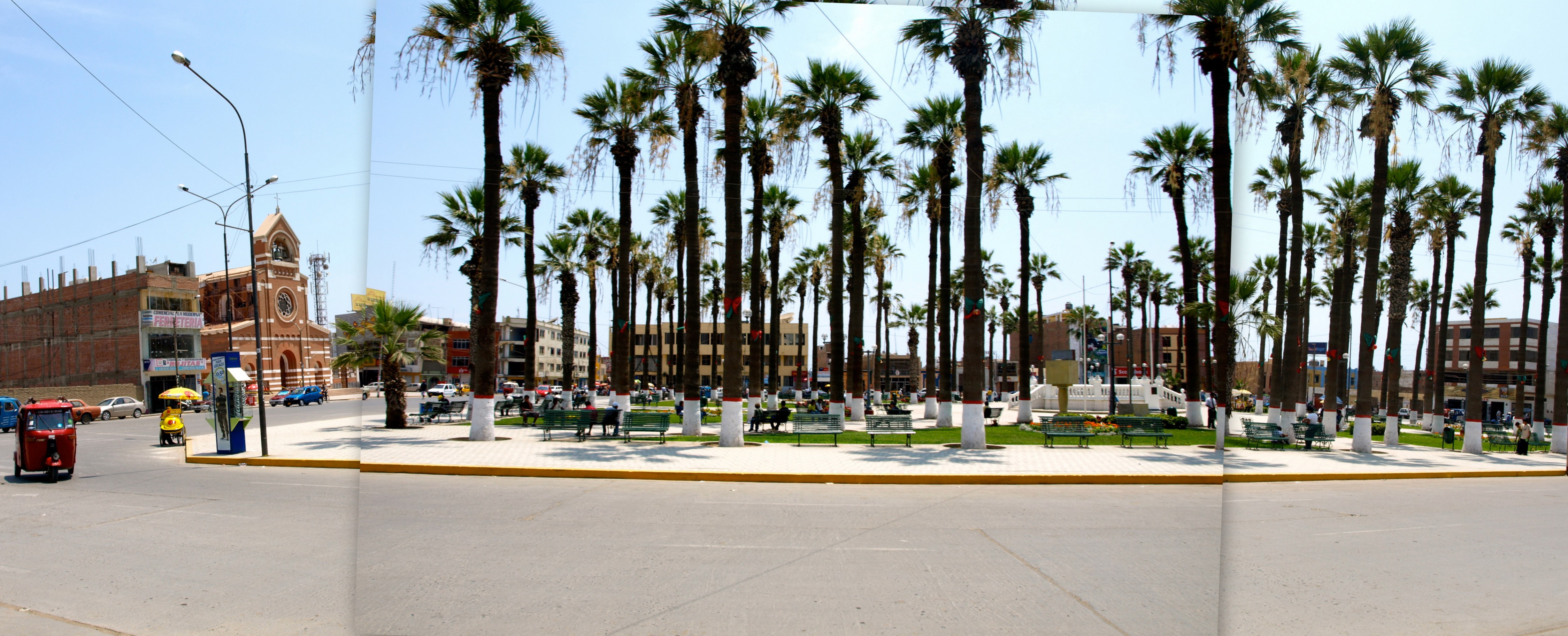
Plaza de Armas de Chincha

El complejo arqueológico La Centinela en Chincha Baja en la Chincha es un legado de la cultura Chincha también se le conoce como ‘Ciudadela Chinchaycamac’. Este sitio arqueológico perteneció a la cultura Chincha (1200 d. C.-1450 d. C.), quienes lo habrían construido antes de ser conquistados por el imperio incaico. Luego, los incas modificaron su estructura original incorporando algunos elementos propios. Fue un importante centro político administrativo de la época está ubicada a 8 km de la Plaza de Armas de Chincha, u otros lugares como el Distrito de El Carmen que se formó a raíz de la llegada de los esclavos africanos para cumplir con las labores agrícolas en la costa peruana, durante los siglos XVII y XVIII, en las haciendas San José y San Regis.
Entre sus principales atractivos está el altar de su iglesia de estilo barroco y las catacumbas que fueron construidas para impedir la fuga de los esclavos.
También se recomienda visitar la iglesia de la Virgen del Carmen. Su portada es de estilo barroco y en su interior está la conocida imagen de la Virgen del Carmen, patrona del pueblo, además de una curiosa serie de angelitos negros ubicado a 16 km de la Plaza de Armas de la ciudad de Chincha.

## Educación

### Colegios públicos y privados
- Total: 1.149.
  - Educación inicial: 394
  - Educación primaria: 574.
  - Educación secundaria: 181

### Universidades
- Universidad Autónoma de Ica (**)
- Universidad Nacional San Luis Gonzaga
- Universidad Nacional Tecnológica de Chincha
- Universidad San Juan Bautista (**)
- Universidad Ada A. Byron (**)
- Universidad Tecnológica del Perú (**)

(**) Universidad privada.

### Escuelas superiores
- Escuela Superior de Formación Artística Pública "Sérvulo Gutiérrez" Ica
- Escuela Superior de Música "Francisco Pérez Anampa" Ica
- Instituto de Educación Superior Pedagógico Público "Juan XXIII"